# Georg Golser
Georg Golser (* in Werfen; † 20. Juni 1489 in Brixen) war katholischer Bischof der Diözese Brixen.

## Leben
Georg Golser war der Sohn eines Bauern (vermutlich Landmannes) aus Werfen im Fürsterzbistum Salzburg. Er wurde 1438 an der Universität Wien immatrikuliert und erwarb 1460 den akademischen Grad eines Doktors des Kirchenrechts (Doctor iuris canonici). Zum Kanoniker aufgerückt, wurde Golser am 9. September 1464 entsprechend einer alten Tradition vom Domkapitel als Nachfolger des Nikolaus Cusanus auf den Bischofssitz von Brixen gewählt. Infolge der Streitigkeiten um das Konzil von Basel, in das auch seine Vorgänger Georg von Stubai und Nikolaus Cusanus verwickelt waren, wollte Papst Paul II. die Wahl nicht anerkennen. Sowohl der Papst als auch Kaiser Friedrich III. wollten ihre eigenen Kandidaten durchsetzen. Der Streit wurde erst nach Jahren infolge des sukzessiven Verzichts seiner Gegenspieler (Francesco Gonzaga und Leo von Spaur) beigelegt und Golser am 16. Dezember 1471 schließlich von Papst Sixtus IV. bestätigt.
1476 vertrat Golser gemeinsam mit Virgil von Graben, Balthasar von Welsberg und Phöbus von Thurn den Grafen Leonhard von Görz am Hof von Markgraf Ludovico Gonzaga in Mantua um dessen Heirat mit Gonzagas Tochter Paola feierlich zu versprechen.
1485 kam Heinrich Institor mit der Hexenbulle des Papstes Innozenz VIII. von Rom nach Brixen und überzeugte dort das Domkapitel von der Notwendigkeit der Suche nach schädigender Zauberei. In einem Zirkularschreiben beauftragte Golser die Unterstützung des Inquisitors, der sich daraufhin nach Innsbruck begab und dort gegen das Zauberwesen predigte, Denunziationen sammelte und schließlich mehrere Frauen festnehmen ließ. Der Prozess stand unter dem Schutz des Bischofs Golser und Erzherzog Sigmunds von Tirol („der Münzreiche“).
Institor gestaltete den Prozess gegen die Frauen nach seinem Gutdünken, stellte schließlich auch Fragen zur Sexualität, sodass einer der Anwesenden, der von Golser an seiner statt zum Prozess beordert worden war, entrüstet zu verstehen gab, wenn es in diesem Ton weitergehe, werde er die Gerichtssitzung verlassen. In einer der letzten Gerichtssitzungen äußerte sich ein beiwohnender Jurist, Johannes Merwart de Wending, kritisch über die Vorgehensart und wurde zum Verteidiger der angeklagten Frauen, darunter Helena Scheuberin. Er wies darauf hin, dass der Prozess nicht den rechtlichen Normen entspreche, und plädierte für die Freilassung der Angeklagten, womit er Erfolg hatte.
Bischof Georg Golser erklärte daraufhin die Arbeit des Inquisitors für beendet und verwies ihn des Bistums; dem kam Institor erst nach mehreren Aufrufen im Frühjahr 1486 nach. Die Kosten des gesamten Prozesses übernahm Erzherzog Sigmund. Das Scheitern des Inquisitors in Innsbruck dürfte mit großer Wahrscheinlichkeit ein entscheidender Ausschlag für das Verfassen des Malleus maleficarum („Hexenhammer“, 1486) gewesen sein.
Dass Golser erst gegen Institor vorging, als seine eigene Schwester von der Inquisition verfolgt wurde, gehört in das Reich der Legende. Von einer als Hexe verbrannten Schwester des Bischofs Golser ist bislang nichts bekannt, die Original-Akten zum sog. „Innsbrucker Hexenprozess“ liefern keinen Hinweis.
1488 übergab Georg Golser, der während seiner gesamten Amtszeit als kränklich galt, die Diözesanregierung seinem langjährigen Koadjutor Melchior von Meckau.